# Ел Борего (Санта Катарина Хукила)
Ел Борего (шп. El Borrego) насеље је у Мексику у савезној држави Оахака у општини Санта Катарина Хукила. Насеље се налази на надморској висини од 753 м.

## Становништво
Према подацима из 2005. године у насељу је живело 7 становника.

### Хронологија
| Година       | 2000         | 2005 |
| ------------ | ------------ | ---- |
| Становништво | 29 (16 / 13) | 7    |

### Попис
| # | Индикатор                        | Вредност |
| - | -------------------------------- | -------- |
| 1 | Укупно појединачних домаћинстава | 1        |